# Quadrophenia Live in London
Quadrophenia Live in London es el duodécimo álbum en directo del grupo británico The Who, publicado por la compañía discográfica Universal Music en junio de 2014. El álbum, publicado como doble álbum en CD y también en DVD y Blu Ray, documenta el concierto ofrecido el 8 de julio de 2013 en el Wembley Arena de Londres, el último de la gira de 2013 en la que The Who revisitó la ópera rock Quadrophenia.
Una edición deluxe del álbum incluyó la versión en CD, en DVD y en Blu Ray, así como una mezcla del álbum Quadrophenia en sonido 5.1 y un libro de 32 páginas.

## Lista de canciones
Todas las canciones escritas y compuestas por Pete Townshend. 
| Disco uno |                              |          |  |
| N.º       | Título                       | Duración |  |
| 1.        | «I Am The Sea»               | 1:58     |  |
| 2.        | «The Real Me»                | 3:41     |  |
| 3.        | «Quadrophenia»               | 5:49     |  |
| 4.        | «Cut My Hair»                | 4:08     |  |
| 5.        | «The Punk And The Godfather» | 5:01     |  |
| 6.        | «I’m One»                    | 3:00     |  |
| 7.        | «The Dirty Jobs»             | 4:55     |  |
| 8.        | «Helpless Dancer»            | 2:17     |  |
| 9.        | «Is It In My Head?»          | 3:37     |  |
| 10.       | «I’ve Had Enough»            | 6:41     |  |
| 11.       | «5:15»                       | 11:41    |  |
| 52:48     |                              |          |  |

| Disco dos |                          |          |  |
| N.º       | Título                   | Duración |  |
| 1.        | «Sea And Sand»           | 5:40     |  |
| 2.        | «Drowned»                | 7:20     |  |
| 3.        | «Bell Boy»               | 5:10     |  |
| 4.        | «Doctor Jimmy»           | 8:08     |  |
| 5.        | «The Rock»               | 6:51     |  |
| 6.        | «Love, Reign o'er Me»    | 7:21     |  |
| 7.        | «Who Are You»            | 6:26     |  |
| 8.        | «You Better You Bet»     | 5:35     |  |
| 9.        | «Pinball Wizard»         | 2.53     |  |
| 10.       | «Baba O'Riley»           | 5:27     |  |
| 11.       | «Won't Get Fooled Again» | 9:06     |  |
| 12.       | «Tea & Theatre»          | 4:00     |  |
| 73:57     |                          |          |  |

## Personal
The Who
- Pete Townshend: guitarra y voz
- Roger Daltrey: voz, armónica y pandereta
- John Entwistle: bajo (en «5:15», vía material de archivo)
- Keith Moon: voz (en «Bell Boy», vía material de archivo)

Otros músicos
- Simon Townshend: guitarra y coros
- Pino Palladino: bajo
- Frank Simes: teclados
- Scott Devours: batería
- John Corey: teclados
- Loren Gold: teclados
- Dylan Hart: instrumentos de viento
- Reggie Grisham: instrumentos de viento